# Оленевка (Хмельницкая область)
Оленевка (укр. Оленівка) — село в Каменец-Подольском районе Хмельницкой области Украины.
Население по переписи 2001 года составляло 447 человек. Почтовый индекс — 32318. Телефонный код — 3849. Занимает площадь 0,89 км².

## Местный совет
32309, Хмельницкая обл., Каменец-Подольский р-н, с. Слободка-Кульчиевецкая